# Kinga Maculewicz
Pour les articles homonymes, voir Kinga.
Kinga Maculewicz est une joueuse franco-polonaise de volley-ball née le 25 mai 1978 à Cracovie. Elle mesure 1,88 m et joue centrale. Elle est la fille de Henryk Maculewicz, la fille naturelle de Andrzej Niemczyk et est mariée avec le volleyeur espagnol Enrique De La Fuente.

## Clubs
| Club                     | Pays    | De        | À         |
| ------------------------ | ------- | --------- | --------- |
| RC Cannes                | France  | 1994-1995 | 1998-1999 |
| Spezzano                 | Italie  | 1999-2000 | 2002-2003 |
| Volley 2002 Forlì        | Italie  | 2003-2004 | 2004-2005 |
| Pesaro                   | Italie  | 2005-2006 | 2006-2007 |
| Icaro Palma de Majorque  | Espagne | 2007-2008 | 2007-2008 |
| Günes Vakifbank Istanbul | Turquie | 2008-2009 | 2009-2010 |
| Trefl Sopot              | Pologne | 2010-2011 | …         |

## Palmarès

### En sélection
- Médaillée de bronze aux Jeux méditerranéens de 2001[1].

### En club
- Championnat de France (4)
  - Vainqueur : 1995, 1996, 1998, 1999
- Coupe de France (4)
  - Vainqueur : 1996, 1997, 1998, 1999
- Coupe de la CEV (1)
  - Vainqueur : 2006